# Stuart Lancaster (rugbista)
Stuart Lancaster (Penrith, 9 ottobre 1969) è un allenatore di rugby a 15 ed ex rugbista a 15 britannico, internazionale per la Scozia, dal 2016 allenatore della franchise irlandese del Leinster.

## Biografia
Nativo di Penrith, Stuart Lancaster crebbe a Wakefield nel West Yorkshire e militò nella locale squadra, oggi non più attiva, fino al 1992, anno del suo trasferimento al Leeds Tykes.
Ancora dilettante, esercitava in quel periodo la professione di insegnante di educazione fisica presso la scuola superiore Kettlethorpe di Wakefield.
Benché inglese di nascita, a livello internazionale, per via di sua madre nativa di Dumfries rappresentò la Scozia sebbene mai a livello seniores: giunse infatti fino alla selezione Under-21.
A Leeds disputò tutto il resto della sua carriera da giocatore, divenendo ivi professionista e guadagnandosi i gradi da capitano della squadra, nonché distinguendosi come primo giocatore del club a raggiungere con esso le cento presenze; dopo la fine della carriera agonistica nel 2000 divenne direttore della scuola rugby dello stesso club e per un periodo ne fu anche allenatore e direttore.
Nel 2008 fu chiamato dalla federazione inglese che gli offrì l'incarico di supervisore di tutte le nazionali giovanili e di allenatore capo degli England Saxons, la nazionale A, con cui vinse le Churchill Cup del 2008, 2010 e 2011.
A seguito delle dimissioni del C.T. della nazionale maggiore Martin Johnson dopo la Coppa del Mondo 2011, la RFU affidò ad interim l'incarico di selezionatore a Lancaster; originariamente destinato a rimanere in carica fino alla fine del Sei Nazioni 2012 insieme ai suoi due assistenti Graham Rowntree e Andy Farrell, gli fu proposto un contratto fino al 2016, successivamente prolungato, a ottobre 2014, fino a tutta la stagione 2019-20.
Lascia l'incarico dopo la deludente Coppa del Mondo 2015 disputata in casa, dove l'Inghilterra viene eliminata al primo turno da Australia e Galles.

## Palmarès

### Allenatore
- Champions Cup: 1
Leinster: 2017-18
- Churchill Cup: 3
Inghilterra A: 2008, 2010, 2011
- Pro14: 4
Leinster: 2017-18, 2018-19, 2019-20, 2020-21